# Johann Ludwig Seekatz

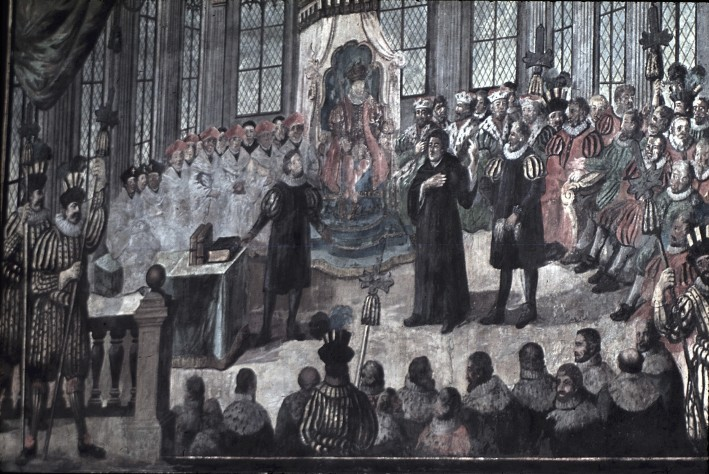
Luther vor dem Wormser Reichstag, zerstörtes Wandgemälde, entworfen von Johann Martin Seekatz, ausgeführt 1733 vom Sohn Johann Ludwig Seekatz

Johann Ludwig Seekatz (* 16. August 1711 in Grünstadt; † 19. Februar 1783 in Speyer) war ein deutscher Maler der Barockzeit; Lehrer seines berühmteren Bruders Johann Conrad Seekatz.

## Leben und Werk
Johann Ludwig Seekatz wurde als zweitältester Sohn des gräflich leiningischen Hofmalers Johann Martin Seekatz (1680–1729) und dessen Frau Juliana Magdalena geb. Kuhlmann, in dem Residenzstädtchen Grünstadt geboren. Dort war der Vater bis 1725 tätig und übersiedelte dann nach Worms, da er einen größeren Auftrag zur Ausgestaltung der protestantischen Dreifaltigkeitskirche erhielt.
Johann Martin Seekatz malte die Empore und die Kirchendecke aus, wobei auch Johann Ludwig Seekatz mitwirkte und das Kunsthandwerk vom Vater erlernte. Als dieser während der Ausführung des Auftrages verstarb, übernahm der Sohn die weiteren Malarbeiten. Er vollendete dort 1733 auch das noch von seinem Vater entworfene Wandgemälde „Luther auf dem Reichstag zu Worms“. Sämtliche Bilder sind im Zweiten Weltkrieg bei der Zerstörung der Kirche untergegangen, wurden jedoch vorher in Farbaufnahmen dokumentiert und sind fotografisch gesichert.
Johann Ludwig Seekatz lernte seinen Bruder Johann Conrad an und brachte ihm die Malkunst bei. Mit ihm zusammen übernahm er 1747 einen Auftrag zur Bemalung der Orgelempore in der Bergkirche Osthofen, den sie gemeinsam ausführten. Hier schon zeigte sich das große Talent des jüngeren Bruders. Er schuf in Osthofen seine ersten bedeutenden Bilder eigener Stilrichtung, die jene des Vaters und des älteren Bruders Johann Ludwig deutlich übertreffen. Letzterer betätigte sich dann in Osthofen weitestgehend auch nur noch als Dekorationsmaler. Bald schon trennten sich ihre Wege; der wesentlich begabtere Johann Conrad entwickelte sich zu einem bedeutenden süddeutschen Künstler der Barockzeit. Die Gemälde der Brüder Seekatz in der Bergkirche Osthofen befanden sich über Jahrzehnte in einem sehr schlechten Zustand und wurden 2003 unter der Ägide des damaligen Pfarrers Volker Johannes Fey aufwändig restauriert. Darüber verfasste Pfarrer Fey eine detaillierte Dokumentation, die sich im Pfarrarchiv der Gemeinde befindet.
Johann Ludwig Seekatz lebte zunächst in Worms, später in Speyer. Er blieb zeitlebens dem eher handwerklich-ländlichen Stil seines Vaters verhaftet und wirkte im pfälzisch-/rheinhessischen Raum, auch als gesuchter Dekorationsmaler und Vergolder. Viele seiner Werke sind – oft unsigniert bzw. unerkannt – immer noch in seiner Heimatgegend vorhanden, namentlich naiv anmutende, religiöse Bilder der Barockzeit.
Der Maler verheiratete sich am 1. Juni 1745 in Worms mit der ortsansässigen Catharina Louise Bögereis (1710–1764). Ihre früh verstorbene Tochter Anna Eleonore (1749–82) war die Ehefrau des Speyerer Malers Johannes Ruland (1744–1830). Bei diesem Paar in Speyer verbrachte Johann Ludwig Seekatz auch seinen Lebensabend.
Der Darmstädter Hofmaler Georg Christian Seekatz (1722–1788) war der Bruder von Johann Ludwig Seekatz; beide setzten die ländlich barocke Kunstrichtung ihres Vaters fort. Der vorerwähnte dritte Bruder Johann Conrad Seekatz (1719–1786), entwickelte einen eigenständigen Malstil und erlangte überregionale Berühmtheit.
Auch der Onkel von Johann Ludwig Seekatz (Bruder seines Vaters), Georg Friedrich Christian Seekatz (1683–1750) war als Maler in der Region tätig.